# Renato Kelić
Renato Kelić (Vinkovci, 31 marzo 1991) è un calciatore croato, difensore del Cibalia.

## Carriera

### Club
Inizia la propria carriera nel Cibalia Vinkovci, dove rimarrà fino al 2008. Viene acquistato poi dalla squadra ceca dello Slovan Liberec.
Diventato titolare, vince il campionato della Repubblica Ceca nella stagione 2011-2112 e gioca in Europa League e Champions League.
In carriera ha disputato 13 incontri in Europa League con un gol all'attivo e 4 in Champions League.
Il 18 gennaio 2014 si trasferisce a titolo definitivo alla squadra italiana del Padova, militante in Serie B. Il 22 luglio, dopo la mancata iscrizione del Padova al campionato di Lega Pro, rimane svincolato.
Il 5 agosto passa al Puskás Akadémia, società militante nella massima serie ungherese, firmando un contratto biennale.

### Nazionale
Ha giocato alcune partite con le Nazionali Under-18, Under-19, Under-20 (con la quale disputa anche il Mondiale 2011) e Under-21.

## Palmarès

### Club

#### Competizioni nazionali
- Campionato ceco: 1

Slovan Liberec: 2011-2012
- Nemzeti Bajnokság II: 1

Puskás Akadémia: 2016-2017
- Coppa di Romania: 1

U Craiova: 2017-2018